# Donatus Djagom
Donatus Djagom SVD (ur. 10 maja 1919 w Bilas, zm. 29 listopada 2011) – indonezyjski duchowny katolicki, arcybiskup Ende 1968-1996.

## Życiorys
Święcenia kapłańskie otrzymał 28 sierpnia 1949.
19 grudnia 1968 papież Paweł VI mianował go arcybiskupem Ende. 11 czerwca 1969 z rąk arcybiskupa Salvatore Pappalardo przyjął sakrę biskupią. 23 lutego 1996 ze względu na wiek złożył rezygnację z zajmowanej funkcji.
Zmarł 29 listopada 2011.